# Avenue Adolphe Lacomblé
Pour les articles homonymes, voir Adolphe et Lacomblé.
L'avenue Adolphe Lacomblé (en néerlandais : Adolphe Lacomblélaan) est une avenue bruxelloise de la commune de Schaerbeek qui va du boulevard Auguste Reyers à l'avenue de Roodebeek en passant par l'avenue du Diamant et la rue Victor Hugo.

## Histoire et description
Cette avenue porte le nom d'un écrivain belge, Adolphe Lacomblé, né à Bruxelles le 14 décembre 1821 et décédé à Bruxelles le 16 février 1886.
Précédemment cette artère s'appelait rue du Camée.
La numérotation des habitations va de 9 à 71 pour le côté impair, et de 2 à 92 pour le côté pair.

## Adresses notables
- no 29 : Fédération Nationale des Unions des Classes Moyennes de Belgique